# منطقه حفاظت‌شده رودخانه چالوس
منطقهٔ حفاظت‌شدهٔ رودخانه حفاظت شده چالوس یک منطقهٔ حفاظت‌شده با مساحت ۱۳۸۰۲ هکتار است که در استان مازندران در ایران قرار دارد. این منطقهٔ حفاظت‌شده طبق مصوبهٔ شمارهٔ ۱ در تاریخ ۱۳۴۶/۷/۱۳ در فهرست مناطق تحت حفاظت سازمان محیط زیست ایران قرار گرفت.